# Świsłocz (dopływ Berezyny)

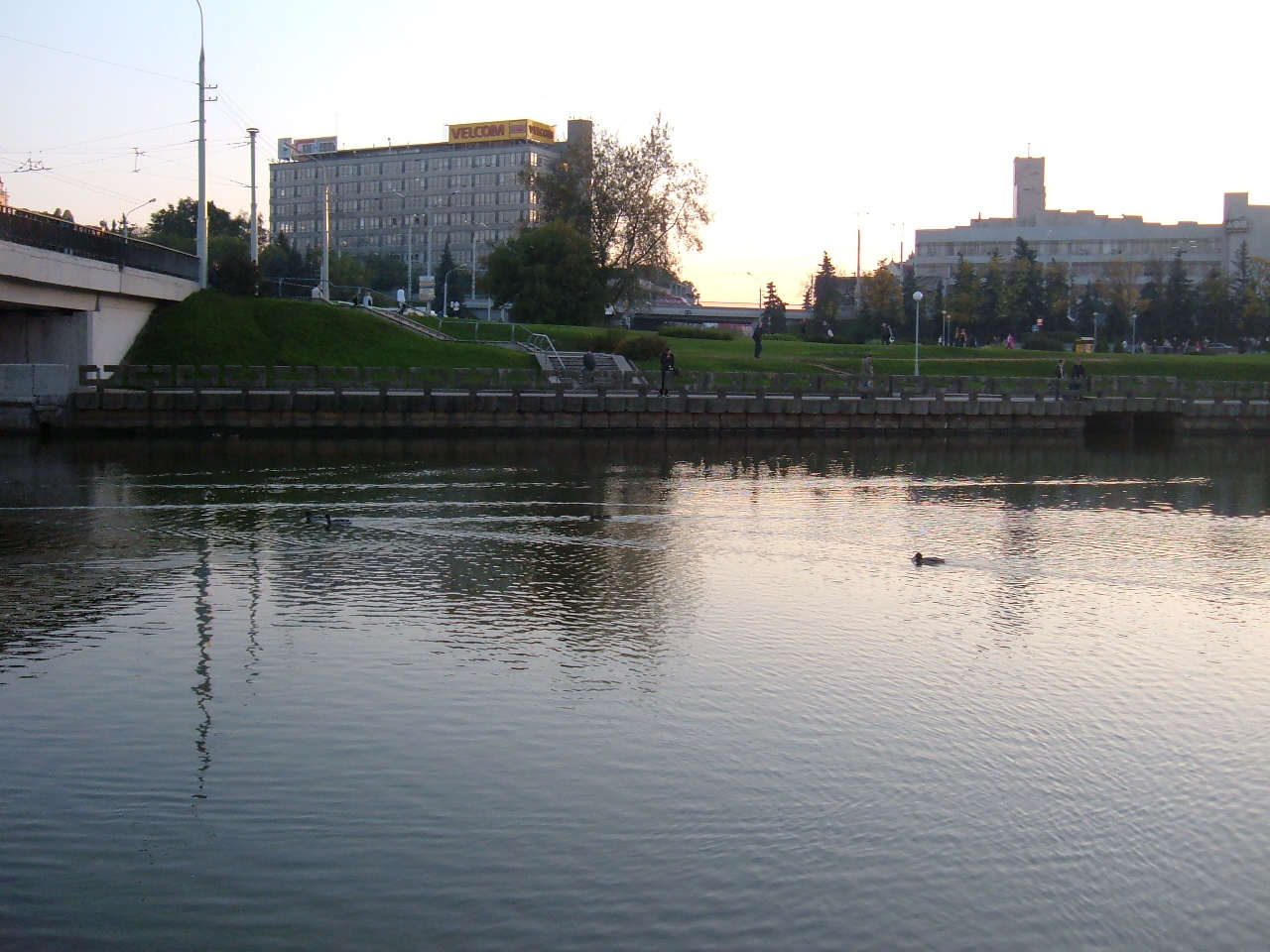
Świsłocz w centrum Mińska

Świsłocz (biał. Сьвіслач – Świsłacz, wymowa: [ˈɕvislaʧ] słuchajⓘ, ros. Сви́слоч) – rzeka na Białorusi, prawy dopływ Berezyny.
Źródło Świsłoczy leży na Wyżynie Mińskiej, w pobliżu wzniesienia Szapowały (334 m n.p.m.). Znajduje się ono w odległości 39 km na północny zachód od Mińska. Rzeka płynie przez Równinę Środkowoberezyńską i uchodzi do Berezyny nieopodal wsi Świsłocz rejonu osipowiczowskiego. Do Świsłoczy wpada mnóstwo małych rzek i strumieni, do największych należą Wolma, Talka, a na terytorium Mińska – Niamiha, Łoszyca, Ślapianka, Piarespa. W 1976 została połączona z rzeką Wilią za pośrednictwem Wilejsko-Mińskiego systemu wodnego. Rzeka jest na większej długości uregulowana. Zasila ona kilka zbiorników wodnych, z których największe to: Zasławski (tzw. „Mińskie morze”, pow. 31 km²) i Osipowiczowski (11,9 km²). Zamarza zwykle w grudniu, odmarza w marcu bądź na początku kwietnia.
Świsłocz przepływa przez Mińsk, stolicę Białorusi oraz przez największą na Białorusi Osipowiczowską elektrownię wodną. Wcześniej rzeka była używana do łowienia ryb, żeglugi oraz do spławu drewna. Aktualnie posiada głównie ograniczone znaczenie rekreacyjne (jedynie powyżej Mińska, gdyż poniżej miasta rzeka jest silnie zanieczyszczona) oraz jest źródłem wody dla przemysłu w Mińsku.